# Decarthria boricua
Decarthria boricua là một loài bọ cánh cứng trong họ Cerambycidae.